# 다이고촌 (야마가타현)
다이고촌(醍醐村)은 야마가타현 니시무라야마군에 존재했던 촌이다.